# Tretioscincus oriximinensis
Tretioscincus oriximinensis — вид ящірок родини гімнофтальмових (Gymnophthalmidae). Мешкає в Амазонії.

## Поширення і екологія
Tretioscincus oriximinensis мешкають в Бразильській Амазонії, в штатах Амазонас, Пара, Рорайма і Амапа, а також на сході Колумбії і півдні Венесуели. Вони живуть у вологих рівнинних тропічних лісах і в садах, на висоті до 200 м над рівнем моря.